# Episodi de I 13 fantasmi di Scooby-Doo
La prima ed unica stagione  della serie animata I 13 fantasmi di Scooby-Doo, composta da 13 episodi, è stata pubblicata negli Stati Uniti sull'emittente televisiva ABC dal 7 settembre al 7 dicembre 1985.
In Italia è stata trasmessa a partire dal 25 giugno 2001.
La stagione è interamente diretta da Ray Patterson.
| n° | Titolo originale                    | Titolo italiano            | Prima TV USA      |
| -- | ----------------------------------- | -------------------------- | ----------------- |
| 1  | To All the Ghouls I've Loved Before | I 13 spiriti dello scrigno | 7 settembre 1985  |
| 2  | Scoobra Kadoobra                    | Il cucchiaio magico        | 14 settembre 1985 |
| 3  | Me and My Shadow Demon              | Demone Ombra               | 21 settembre 1985 |
| 4  | Reflections in a Ghoulish Eye       | Lo specchio magico         | 28 settembre 1985 |
| 5  | That's Monstertainment              | Intrattenimento mostruoso  | 5 ottobre 1985    |
| 6  | Ship of Ghouls                      | La nave fantasma           | 12 ottobre 1985   |
| 7  | A Spooky Little Ghoul Like You      | Lo sguardo di Nekara       | 19 ottobre 1985   |
| 8  | When You Witch Upon a Star          | L'incantesimo N.13         | 26 ottobre 1985   |
| 9  | It's a Wonderful Scoob              | Viaggio nel tempo          | 2 novembre 1985   |
| 10 | Scooby in Kwackyland                | Scooby nei fumetti         | 9 novembre 1985   |
| 11 | Coast to Ghost                      | La maschera di Moomma      | 16 novembre 1985  |
| 12 | The Ghouliest Show on Earth         | Il circo fantasma          | 23 novembre 1985  |
| 13 | Horror-Scope Scoob                  | L'ospite d'orrore          | 7 dicembre 1985   |

## I 13 spiriti dello scrigno
- Titolo originale: To All the Ghouls I've Loved Before
- Soggettista: Tom Ruegger

### Trama
Scooby, Daphne, Shaggy e Scrappy-Doo sono in viaggio per Honolulu per una vacanza rilassante, purtroppo però, un errore di navigazione li porta su un villaggio rurale sui monti dell'Himalaya. Nel frattempo, i maldestri spettri Weerd e Bogel sono alla ricerca di un essere umano che sia abbastanza stolto da aprire uno scrigno contenente i 13 fantasmi più pericolosi sulla faccia della Terra. La loro fortuna gira quando rintracciano la Scooby gang e fanno precipitare il loro aereo nel villaggio. Qui, la gang incontra il furfante di strada Flim Flam e tutti insieme finiscono sotto il mirino degli abitanti del villaggio, i quali vogliono tutti e 5 fuori dal loro paese il giorno successivo. Intanto, Weerd e Bogel tendono una trappola alla gang nascondendo il loro aereo nella chiesa dove si trova lo scrigno dei demoni ma si dimenticano di lasciare il portone aperto. Quando la squadra ritorna sulla scena e non trova l'aereo, Flim Flam li porta dal mago Vincent Van Ghoul, il quale li avverte che sarebbero finiti in pericolo semmai fossero entrati nella chiesa. Lo stregone rivela, infatti, che gli abitanti del villaggio sono sotto l'incantesimo dei 13 spettri rinchiusi nello scrigno che si trova nella chiesa e ad ogni luna piena si trasformano in lupi mannari. Il borgo mastro, avendo origliato la conversazione, e sotto l'effetto della maledizione, induce i ragazzi a restare in paese fin quando tutti si trasformano in lupi mannari. Anche Daphne viene trasformata, avendo bevuto una pozione maledetta. Il resto della gang scappa e riesce a trasformare Daphne di nuovo in umana con una pozione di Flim Flam. I ragazzi tornano in chiesa ma nel trambusto causato dall'inseguimento dei lupi mannari, Shaggy e Scooby vengono indotti ad aprire lo scrigno da Weerd e Bogel, liberando tutti i fantasmi. Nel frattempo, Flim Flam riesce a trasformare tutti gli abitanti in esseri umani e Vincent spiega alla gang che solo Shaggy e Scooby possono essere in grado di catturare gli spettri dato che sono stati loro ad aprire lo scrigno, nonostante ciò, lui rimarrà connesso con la gang tramite una sfera di cristallo. La gang si mette quindi in viaggio, insieme a Flim Flam, alla caccia dei fantasmi.

## Il cucchiaio magico
- Titolo originale: Scoobra Kadoobra
- Soggettista: Gordon Bressack e Mark Seidenberg

### Trama
La gang si trova in una foresta quando Vincent li avverte che lì vicino si trova il demone Maldor, il quale sa già della loro presenza. Per fermare la squadra, Maldor trasforma la foresta riempiendola di intemperie. Nonostante ciò, la squadra riesce ad arrivare al castello dove si rifugia Maldor ma vengono rinchiusi. Nelle celle del castello, Shaggy e Scooby scoprono il suo piano di trovare il cucchiaio magico del mago Zagraz. La proprietaria del castello, la principessa Esmeralda rifiutò di dire a Maldor dove si trovasse il cucchiaio, nascosto nel castello, per questo il demone le fece un incantesimo di sonno eterno. Nel frattempo, Daphne viene catturata da Maldor e lo stesso incantesimo viene fatto anche a lei. Scooby e Shaggy riescono a fuggire e trovano il cucchiaio magico che usano per sconfiggere Maldor ed intrappolarlo nello scrigno. Il bacio di Scooby riesce a svegliare Daphne e la principessa Esmeralda.
- Mostro: Maldor

## Demone Ombra
- Titolo originale: Me and My Shadow Demon
- Soggettista: Cynthia Friedlob e John Semper

### Trama
Un demone ombra riesce ad impossessarsi del baule. Vincent consiglia alla gang di cercarlo nel Castello dello Scompiglio ma non fa in tempo ad avvertirli che nel castello si sarebbero riuniti dei mostri pericolosi che avrebbero reso impossibile la fuga. La Regina Morbidia, spettro dello scrigno, con i suoi mostri, prova ad impedire alla squadra di trovare lo scrigno. Mentre si danno alla fuga, la squadra scopre che il demone ombra è solamente l'ombra del proprietario del castello, il quale ha attirato la gang per far catturare Morbidia. Vincent accorre al castello per aiutare i ragazzi ed insieme riescono ad intrappolare Morbidia nello scrigno.
- Mostro: Regina Morbidia

## Lo specchio magico
- Titolo originale: Reflections in a Ghoulish Eye
- Soggettista: Charles M. Howell, IV e Rich Fogel

### Trama
La gang si dirige a Marrakesh, in Marocco, per presenziare ad una convention del paranormale. Sfortunatamente, uno spettro dello scrigno si trova nello specchio dell'albergo in cui Scooby e gli altri alloggiano per risucchiarli in una dimensione ultraterrena grazie all'aiuto di Weerd e Bogel. Per errore lo spettro risucchia una domestica e l'hotel incolpa la Scooby gang la quale scappa nella convention. Qui, incontrano due eccentrici caccia fantasmi. Il fantasma riappare e nel trambusto Daphne riceve da uno sconosciuto (che poi si scoprirà essere Vincent Van Ghoul) un amuleto e Flim Flam ruba un congegno aspira-fantasmi ad un venditore. Il furfante, insieme a Scrappy, schiva lo spettro che riesce a risucchiare il resto della squadra. Nella dimensione fantasma, Daphne scopre che l'amuleto contiene un incantesimo che riesce a riportare la gang e tutte le persone intrappolate sulla Terra, dove Flim Flam e Scrappy risucchiano lo spettro con l'aspira fantasmi. Scooby viene così incoronato Cacciatore di Fantasmi dell'Anno alla convention.
- Mostro: Demone specchio

## Intrattenimento mostruoso
- Titolo originale: That's Monstertainment
- Soggettista: Tom Ruegger e Mitch Schauer

### Trama
La gang si sta godendo una maratona horror a casa di Daphne quando la presentatrice inizia a parlare ai ragazzi dalla TV, ammettendo di averli osservati fino ad ora. Con i suoi poteri, il mostro intrappola la gang nel film "Il figlio della sposa e il fantasma di Frankenstein", nella TV. Nel frattempo, Zomba, lo spettro, si trasporta sulla Terra per cercare lo scrigno. Dopo aver superato le trappole segrete, Zomba trova lo scrigno e prova ad aprirlo per liberare il resto dei fantasmi catturati ma scopre che è un falso. Flim Flam, durante il corso del film "Il figlio della sposa del fantasma di Frankenstein", parla a Zomba e le dice che il vero scrigno è con loro nel film. Detto questo Zomba si trasporta all'interno del film (per soffiare di mano lo scrigno alla banda) e insegue la squadra, tuttavia durante l'inseguimento finisce per essere intrappolata nello scrigno.
- Mostro: Zomba

## La nave fantasma
- Titolo originale: Ship of Ghouls
- Soggettista: Misty Stewart-Taggart

### Trama
Una notte, la banda per calmare i nervi di Scooby-Doo (sconvolto dalle precedenti avventure) si reca ad un'agenzia di viaggi per trascorrere una vacanza con lo scopo di rilassarlo perché associa qualsiasi cosa ad un fantasma. Detto questo l'agente di viaggio propone alla banda una crociera intorno alle Bermuda a bordo della Queen Mertyl. La banda, giunta in crociera, invita Vincent Van Ghoul ad aggregarsi con loro, tuttavia il teletrasporto non funziona, così Vincent Van Ghoul esegue delle ricerche sulla crociera in questione. Poco dopo Daphne, Shaggy, Scooby-Doo, Scrappy-Doo e Flim Flam fanno conoscenza con il capitano della nave cioè Il capitano Ferguson il quale dà il benvenuto a tutti i partecipanti. Dopo aver tranquillizzato Scooby-doo con un'ipnosi, Vincent Van Ghoul avverte la gang che la nave è infestata, difatti ne avranno una conferma dal capitano Ferguson, (non altro che l'agente di viaggio) il quale gli rivela che tutto l'equipaggio è costituito da fantasmi poiché 50 anni fa la nave è affondata nel triangolo delle Bermude (destinazione la quale la crociera è diretta). Entrati nel triangolo delle Bermude, lo scrigno si è aperto (a causa delle correnti elevate) e ha provocato la fuoriuscita dei demoni catturati precedentemente, i quali si sono riuniti in un ciclope. Con l'aiuto di Vincent Van Ghoul, il quale si è trasportato nella crociera assieme alla banda è riuscito a rinchiudere il ciclope nello scrigno e a far scomparire la nave.
- Mostro: Capitano Ferguson

## Lo sguardo di Nekara
- Titolo originale: A Spooky Little Ghoul Like You
- Soggettista: John Ludin

### Trama
Daphne, Shaggy, Scooby-Doo, Flim Flam e Scrappy-Doo si trovano a New Orleans per l'elezione di Vincent Van Ghoul come più grande e potente stregone dell'anno. Nel frattempo gli spettri maldestri Weerd e Bogel aspettano il loro nuovo capo, ovvero Nekara, la quale possiede il potere di ipnotizzare con il suo sguardo tutti i maghi facendoli innamorare di se stessa, soltanto nel giorno di venerdì 13 con lo scopo di impossessarsi dei poteri del mago (attraverso un bacio) che è caduto sotto l'incantesimo. Durante la cerimonia, Vincent Van Ghoul si accorge della presenza di Nekara poiché ella ha stregato tutti i maghi che partecipavano alla cerimonia, persino il suo amico Voudini il quale dopo averla baciata ha perso i propri poteri. Vincent Van Ghoul avvertendo pericolo, si rifugia in camera, (stanza 1313) tuttavia Flim Flam non sapendo chi fosse e che poteri avesse Nekara, rivela al demone in quale stanza fosse andato Vincent Van Ghoul, difatti poco dopo Nekara fa cadere sotto l'incantesimo Vincent Van Ghoul, tuttavia non riesce a baciarlo in tempo grazie all'intervento della gang. In seguito la banda aiuterà Vincent Van Ghoul a non baciare il fantasma (interrompendo anche il loro matrimonio) fino allo scoccare della mezzanotte poiché così il giorno venerdì 13 sarebbe terminato, e Nekara non si può impossessare dei poteri di Vincent Van Ghoul e/o degli altri maghi fino a un altro venerdì 13. In conclusione Nekara verrà rinchiusa nello scrigno con tutti i suoi servi (convocati in precedenza da lei stessa perché Weerd e Bogel non sono riusciti a portarle il suo promesso sposo) dalla banda, e l'incantesimo fatto a Vincent Van Ghoul svanirà.
- Mostro: Nekara

## L'incantesimo N.13
- Titolo originale: When You Witch Upon a Star
- Soggettista: Jeff Holder e Tom Ruegger

### Trama
La gang è stata invitata a cena nel Castello di Vincent Van Ghoul. Mentre stanno mangiando, il monitor di Vincent Van Ghoul, sull'attività del mondo degli spiriti rivela che Marcella (un demone dello scrigno) ha consegnato il "Libro nero degli incantesimi" a le tre sorelle Brewski, (tre streghe maldestre) con l'incarico di recitare l'incantesimo N. 13 a Stonehenge a mezzanotte, così Marcella e le tre streghe maldestre potranno diventare le streghe più potenti del mondo. Mentre la banda si reca nella dimora delle tre sorelle, Vincent Van Ghoul si dirige nella "Zona del Male Eterno" per cacciare il demone nebbia. La gang riesce a soffiare di mano il libro alle tre streghe con una messa in scena, ma invano poiché riescono a riprenderselo; così le sorelle Brewski si avviano in Egitto per prendere il sonaglio del cobra dorato (ingrediente per preparare l'incantesimo). Vincent Van Ghoul nella "Zona del Male Eterno" fa conoscenza con una creatura di nome Idesvigg, (la quale è incastrata) e Vincent Van Ghoul decide di liberarla; Appena dopo Marcella incontra Vincent Van Ghoul e lo cattura con i propri poteri, in questo modo morirà. Successivamente le tre sorelle si precipitano a Parigi per prendere l'acqua di fogna parigina, (anch'esso ingrediente per preparare l'incantesimo). Tuttavia verranno ostacolate dalla banda ma riusciranno ancora una volta a farla franca, a tal punto si dirigono a Stonehenge. Nella "Zona del Male Eterno" Vincent Van Ghoul verrà liberato dal valletto di Marcella, detto questo si trasporta con Idesvigg a Stonehenge e dopo aver rubato il libro, modifica l'Incantesimo N. 13 scrivendo un poemetto per rinchiudere Marcella nello scrigno dei demoni. Detto questo, le tre streghe dopo aver recitato il poemetto intrappolano Marcella inconsapevolmente nello scrigno.
- Mostro: Marcella

## Viaggio nel tempo
- Titolo originale: It's a Wonderful Scoob
- Soggettista: John Ludin e Tom Ruegger

### Trama
La banda è alla ricerca di Orologiaio (uno dei tredicesimi fantasmi da catturare), il quale accelera il tempo portando la gang a Cuckoosberg, posizione in cui si trova il nascondiglio di Orologiaio cioè il rifugio del tempio perduto. Dopo qualche ora la gang incontra Orologiaio, e Vincent Van Ghoul dal suo castello con la sua sfera di cristallo trasporta la banda nella sua residenza; tuttavia Scooby-Doo, a causa dello scettro, del tempo viene scaraventato nel proprio passato e infine nel presente. Tornato nel presente, Scooby a causa del trauma subito dà le dimissioni. Successivamente la banda prova invano a dissuadere Scooby; in questo modo lo sostituiscono con un cane pigro, Bernie Gumsher. In seguito la gang e Bernie Gumsher vengono catturati da Orologiaio e per aiutarli Vincent Van Ghoul congela il tempo e si trasporta a Dooville. Dopo aver svegliato Scooby-Doo, a quest'ultimo mostra cosa accadrà alla Terra se non rientrerà nella banda. Dopo aver visto il futuro, Scooby decide di rimediare, facendosi trasportare (da Vincent Van Ghoul) nel rifugio di Orologiaio; salva così la gang con Bernie Gumsher e rinchiude Orologiaio nello scrigno grazie ad un'armatura. Poco dopo la gang, accoglie il rientro di Scooby-Doo e Bernie Gumsher sollevato dal suo rientro si licenzia.
- Mostro: Orologiaio

## Scooby nei fumetti
- Titolo originale: Scooby in Kwackyland
- Soggettista: Tom Ruegger e Misty Stewart-Taggart

### Trama
Gli spettri maldestri Weerd e Bogel si trovano all'ufficio National Gazette con il loro nuovo capo, Demondo (uno dei tredici fantasmi da catturare) il quale nei giornali dei fumetti (del giorno dopo) ha messo un inchiostro con un elisir spettrale che dà vita a le immagini che hanno avuto contatto con la sostanza. La mattina seguente Bogel e Weerd consegnano nella casa di Daphne il giornale con anche la pagina dei fumetti; Scooby raccoglie il giornale e lo porta a Vincent Van Ghoul (ospite a casa di Daphne per più di una settimana) e si fa dare la pagina dei fumetti per leggerli. Poco dopo Demondo fuoriesce dalla pagina e trasporta la banda (escluso Vincent Van Ghoul perché chiuso in camera) nei fumetti, tuttavia anch'esso verrà rinchiuso perché Scooby riesce a rubargli la penna. Mentre la gang e Demondo cercano la penna nelle pagine dei fumetti di Platypus Duck, Astrid 2000, Il mago stravagante, e Il collegamento mancante Weerd e Bogel nel frattempo a casa di Daphne cercano lo scrigno dei demoni e provano a bloccare la banda nei fumetti distruggendo la pagina in cui essi si trovano. Successivamente i due spettri maldestri Weerd e Bogel creano un diversivo (spacciandosi per Daphne e Shaggy) per recuperare la pagina, ma invano perché la banda grazie ai personaggi dei fumetti, riesce a trovare e recuperare la penna e si trasporta sulla terra. Subito dopo la gang cattura Demondo nello scrigno, perché mette la pagina dei fumetti all'interno dello scrigno dei demoni e Vincent Van Ghoul è ignaro di tutto ciò che è accaduto.
- Mostro: Demondo

## La maschera di Moomma
- Titolo originale: Coast-to-Ghost
- Soggettista: Cynthia Friedlob e John Semper

### Trama
La banda è in viaggio verso la California del sud e Vincent Van Ghoul li avverte che è la sera dell'iniziazione alla SFPA (Società fantasmi e Poltergeist assortiti). In seguito Vincent Van Ghoul ordina del cibo cinese a domicilio dal suo castello; Durante la consegna il fattorino, sfinito dalla salita per raggiungere il castello di Vincent Van Ghoul consegna il cibo allo stregone tuttavia ha dimenticato i dolcetti porta fortuna così mentre il fattorino sta riscendendo la collina, Rankor (uno dei tredici fantasmi da catturare) si impossessa del fattorino e con un tranello fa osservare a Vincent Van Ghoul una pietra rossa detta l'occhio dell'eternità che trasforma in pietra (dopo 24 ore) chi ha osservato il minerale. In California a causa di un malinteso la banda finirà in combutta con Bogel e Weerd i quali rivelano come annullare l'incantesimo ovvero guardare la maschera di Moomma la quale si trova in un museo di Massachusetts. La banda con Bogel e Weerd si precipita a Massachusetts e annullano l'incantesimo fatto a Vincent Van Ghoul facendogli guardare la maschera di Moomma, tuttavia gli spettri maldestri Weerd e Bogel tentano di rubare lo scrigno dei demoni, ma invano, poiché la banda riesce a riprenderselo e a catturare Rankor poiché stava per sorgere il sole e lui essendo un vampiro cercava il buio, in questo modo la banda con un tranello inganna Rankor invitandolo ad entrare nello scrigno e a rinchiuderlo inconsapevolmente.
- Mostro: Rankor

## Il circo fantasma
- Titolo originale: The Ghouliest Show on Earth
- Soggettista: Evelyn Gabai e Glenn Leopold

### Trama
Scooby, Shaggy, Daphne, Flim Flam, Scrappy-Doo e infine il mago Vincent Van Ghoul (quest'ultimo nella sfera di cristallo) si dirigono in treno a Dooville, per andare a trovare la famiglia di Scooby composta da Dada-Doo e Mumsy-Doo. Durante l'attesa del figlio Scooby-Doo, ai genitori di quest'ultimo e alla cittadina di Dooville viene annunciato il Circus Fantastique del Professor Phantasmo aggiungendo che in questa serata è tutto gratis, così la famiglia di Scooby e i residenti di Dooville si recano nel circo del Professor Phantasmo. La gang, con un leggero ritardo, causato dagli spettri maldestri Weerd e Bogel, arriva a destinazione, e a sua volta si reca al Circus Fantastique, dopo aver letto un volantino di quest'ultimo. Entrati nel circo la banda incontra i genitori di Scooby, e dopo alcuni saluti Shaggy e Scooby scoprono, e ne avranno una conferma dal mago Vincent Van Ghoul, che il circo è gestito da demoni e mostri e dal suo leader malvagio, il Professor Phantasmo. Detto questo Shaggy e Scooby portano in salvo il resto della banda e la famiglia di Scooby, tuttavia verranno ancora una volta ostacolati dagli spettri maldestri Weerd e Bogel. Successivamente Flim Flam verrà ipnotizzato assieme a Daphne con la musica di Calliope la quale a sua volta ipnotizzerà la folla per indurla ad entrare a far parte del "Circo della malvagità vivente"!. Il tutto si risolve con la frantumazione del organo a vapore, dovuto all'incidente involontario in auto di Scooby, Shaggy e Scrappy verso la Calliope. Rotto lo strumento musicale, la folla ma soprattutto Flim Flam e Daphne si riprendono, (poiché l'incantesimo è svanito) e riescono a catturare il Professor Phantasmo (con il suo vero aspetto) e a rinchiuderlo dentro lo scrigno.
- Mostro: Professor Phantasmo

## L'ospite d'orrore
- Titolo originale: Horror-Scope Scoob
- Soggettista: Charles M. Howell IV

### Trama
La banda assieme a Vincent Van Ghoul visita lo studio televisivo di Boris Kreepoff, vecchio amico di scuola (dell'Istituto del Terrore) di Vincent Van Ghoul, tuttavia durante la messa in onda lo scrigno dei demoni viene rubato. La banda dopo aver realizzato la scomparsa dello scrigno dei demoni, si reca dalla medium Tallulah la quale riferisce alla banda che lo scrigno lo ha rubato uno spirito malvagio e lo ha nascosto in un faro diroccato e infine in un cimitero. La banda dopo essersi diretta al faro diroccato e successivamente al cimitero scopre (grazie a Vincent Van Ghoul poiché si è informato sui programmi della TV) che lo scrigno lo ha rubato Boris Kreepoff il quale voleva aprire lo scrigno durante la diretta, nel suo studio televisivo. Durante la diretta la banda ferma Boris Kreepoff in tempo, (il quale rivela di aver rubato lo scrigno con un trucco di scena, ma non per motivi malvagi) e la medium Tallulah si rivela come Zimbulu, demone leone (uno dei tredicesimi fantasmi) e apre lo scrigno poiché nella notte del solstizio d'inverno anche i demoni possono aprire lo scrigno e non solo gli esseri umani. In conclusione dopo aver liberato i fantasmi catturati in precedenza, Zimbulu assieme a quest'ultimi viene catturato da Flim Flam il quale con l'aspira-fantasmi cattura Zimbulu e i fantasmi liberati, infine li rinchiude nuovamente nello scrigno dei demoni.
- Mostro: Zimbulu